# Державна премія України імені Тараса Шевченка — лауреати 1993 року
Державні премії України імені Тараса Шевченка в галузі літератури, журналістики, мистецтва і архітектури 1993 року були присуджені Указом Президента України від 24 лютого 1993 р. № 60 за поданням Комітету по Державних преміях України імені Т. Г. Шевченка. Цього року кількість премій була збільшена до тринадцяти розміром двісті тис. карбованців кожна.

## Список лауреатів
| Галузь                                                     | Лауреат | Обґрунтування |
| ---------------------------------------------------------- | --- | --- |
| Література                                                 | Коломієць Володимир Родіонович | за збірку поезій «Золотосинь» |
| Література                                                 | Міщенко Дмитро Олексійович | за збірки творів «Полювання на жар-птицю», «Особисто відповідальний»                                                                                    |
| Література                                                 | Руденко Микола Данилович | за роман «Орлова балка», збірку «Поезії» |
| Література                                                 | Сапеляк Степан Євстахійович | за збірку поезій «Тривалий рваний зойк» |
| Література                                                 | Талалай Леонід Миколайович | за збірку поезій «Вибране» |
| Журналістика і публіцистика                                | Коваленко Лідія Борисівна (посмертно), Маняк Володимир Антонович (посмертно)                                                           | за Народну Книгу-Меморіал «33-й: голод» |
| Журналістика і публіцистика                                | Пилип'юк Василь Васильович | за фотомистецькі альбоми «Живиця», «Львів», «До тебе полинуть»                                                                                          |
| Теорія та історія літератури                               | Логвин Григорій Никонович | за монографію «З глибин. Гравюри українських стародруків XVI-XVIII ст.» та цикл наукових праць з питань українського мистецтва і архітектури            |
| Образотворче мистецтво                                     | Гуменюк Феодосій Максимович | за серію портретів історичних діячів: П. Сагайдачного, П. Полуботка, І. Мазепи, Марусі Чурай, Байди Вишневецького, С. Наливайка, І. Гонти, М. Залізняка |
| Образотворче мистецтво                                     | Лопата Василь Іванович | за ілюстрації до Кобзаря Т. Г. Шевченка |
| Театральне мистецтво                                       | Лідер Данило Данилович — художник-сценограф Ступка Богдан Сильвестрович Лотоцька Наталія Василівна — виконавці головних ролей          | за виставу Тев'є-Тевель за Шолом-Алейхемом у Київському державному академічному українському драматичному театрі імені І. Франка                        |
| Концертно-виконавська діяльність                           | Вантух Мирослав Михайлович — художній керівник, директор Державного заслуженого академічного ансамблю танцю України імені П. Вірського | за постановки танцювальних композицій «У мирі та злагоді», «Карпати», «Літа молодії», «Український танець з бубнами»                                    |
| Концертно-виконавська діяльність                           | Громовенко Павло Федорович — постановник                                                                                               | за концертну програму «Та не однаково мені…» 1989–1992 років                                                                                            |
| Концертно-виконавська діяльність                           | Паламаренко Анатолій Несторович — художній керівник фольклорно-етнографічного хору «Гомін»                                             | за концертні програми останніх років. |
| Концертно-виконавська діяльність                           | Фоміних Світлана Григорівна — художній керівник і диригент жіночого академічного хору (м. Миколаїв)                                    | за концертні програми останніх років та поширення сучасної української хорової музики                                                                   |
| Музика                                                     | Ященко Леопольд Іванович — художній керівник фольклорно-етнографічного хору «Гомін»                                                    | за активну діяльність щодо збереження, відродження та популяризації української народної творчості                                                      |
| Кінематографія                                             | Муратова Кіра Георгіївна — режисер-постановник                                                                                         | за видатний внесок в українське та світове кіномистецтво                                                                                                |
| Кінематографія                                             | Карась Анатолій Андрійович Шкурин Віктор Георгійович — автори сценарію і режисери Кріпченко Віктор Іванович — головний оператор        | за документальну кінодилогію «Липневі грози» («Страйк», «Викид») Української студії хронікально-документальних фільмів                                  |
| За кращий твір літератури і мистецтва для дітей та юнацтва | Гоян Ярема Петрович | за повість «Таємниця Лесикової скрипки» |